# تومي غريفيث
تومي غريفيث (بالإنجليزية: Tommy Griffith)‏ هو لاعب كرة قاعدة أمريكي، ولد في 26 أكتوبر 1889 في بروسبكت في الولايات المتحدة، وتوفي في 13 أبريل 1967 في سينسيناتي في الولايات المتحدة.

## وصلات خارجية
- تومي غريفيث على موقعبيزبول رفرنس.كوم (الدوري الرئيسي) (الإنجليزية)
- تومي غريفيث على موقعبيزبول رفرنس.كوم (الدوري الثانوي) (الإنجليزية)